# Avaliação do ciclo de vida
Avaliação do Ciclo de Vida (ACV) é uma técnica de avaliação e quantificação de impactos ambientais possíveis associados a um produto (bem ou serviço) ou processo.. Segundo a ISO 14040 ACV é a "compilação de avaliação das entradas, saídas e dos impactos ambientais potenciais de um sistema de produto ao longo do seu ciclo de vida". Essa avaliação é feita sobre todos os estágios de ciclo de vida do produto ou processo, desde a aquisição da matéria-prima ou sua geração a partir de recursos naturais até sua disposição final (por exemplo, desde a extração das matérias-primas no caso de um produto, até o momento em que ele deixa de ter uso e é descartado como resíduo ou é reciclado), passando por todas as etapas intermediárias (como, manufatura, transporte, uso, etc.). Por essa razão, o ACV é também chamado de "avaliação do berço ao túmulo".
A ACV permite uma análise científica sobre as questões ambientais relacionadas a um produto ou processo, evitando um olhar superficial do seu impacto, a partir de um processo que inclui:
- Compilação de um inventário de entradas de energia e materiais relevantes inseridas e emissões ambientais;
- Avaliação do impacto ambiental associado com entradas e saídas identificadas;
- Interpretação dos resultados sobre o impacto do produto ou processo, para melhor nível de informação de tomadores de decisão.

Esta técnica é muito utilizada para comparar o impacto ambiental de diferentes produtos que exercem a mesma função. A ACV também é utilizada na área de gestão ambiental para comparar o impacto ambiental de diferentes tipos de tratamento de resíduos (comparar incineração vs. aterro sanitário, por exemplo), o impacto ambiental de diferentes destinos para um determinado resíduo especificamente (comparar a reciclagem de papel vs. a compostagem de papel, analisar os impactos dos diferentes tipos de reciclagem de plástico), etc.

## Objetivo e propósito
O objetivo de uma ACV é comparar todos os efeitos ambientais associados a bens e serviços pela quantificação de todas as entradas e saídas de fluxos elementares e avaliar como esses fluxos podem estar associados a impactos ao meio ambiente. Essa informação pode ser usada para melhorar processos, dar suporte a políticas públicas e base para a tomada de decisão.
Os procedimentos de ACV são parte das normativas ISO 14000 de gerenciamento ambiental: ISO 14040:2006 e ISO 14044:2006 (a ISO 14044 substituiu as versões anteriores da ISO 14041 até ISO 14043), no Brasil foram traduzidas como NBR ISO 14040:2009 e NBR ISO 14044:2009.

## Fases de uma ACV
De acordo com as normas ISO 14040 e 14044, uma ACV é composta por quatro diferentes fases. Estas são interdependentes e o resultado de uma fase pode informar como a próxima será executada, ou até mesmo, corrigir fases anteriores.

### Definição de objetivo e escopo
Uma ACV começa com uma definição explicita do objetivo e escopo do estudo, que determina o contexto do estudo e explica como e para quem os resultados serão anunciados. Esse é um passo chave e as normativas ISO requerem que o objetivo e escopo sejam claramente definidos e consistentes com a aplicação e público pretendidos. Esta etapa possui detalhes técnicos que guiarão o trabalho subsequente, incluindo: 
- Unidade funcional, que define precisamente o que está sendo estudado e cria uma unidade de referência para o sistema de produto, onde as entradas e saídas podem ser relacionadas. Além disso, a unidade funcional é uma base importante que permite que produtos ou serviços altenativos possam ser comparados e analisados;
- Fronteiras do sistema;
- Pressupostos e limitações;
- Procedimentos de alocação;
- Método e categorias de impacto selecionadas.

### Análise de inventário
A análise do inventário do ciclo de vida (ICV) envolve a criação de um inventário de fluxos elementares (material ou energia retirado do meio ambiente) para um sistema de produto. Os fluxos de inventário incluem entradas de energia, água, matéria prima, e saídas para o ar, terra ou água.

### Avaliação de impacto
Nesta fase objetiva-se avaliar a significância dos impactos potenciais ao meio ambiente. As normas definem pelo menos três elementos mandatários:
- Seleção das categorias de impacto;
- Classificação;
- Caracterização.

### Interpretação
A interpretação de ciclo de vida é uma técnica sistemática para identificar, quantificar, checar e avaliar a informação dos resultados da Análise de inventário e da Avaliação de impacto, onde são também sumarizados. A documentação da fase de interpretação expõe um conjunto de conclusões e recomendações do estudo.

## Softwares
Os principais softwares comerciais para ACV são:
- SimaPro
- Umberto
- GaBi Software
- OpenLCA
- Granta

## Tipos de ACV
- Análise do ciclo de vida de produtos (Product LCA)
- Análise do ciclo de vida energético (Energy LCA)
- Análise do ciclo de vida de infraestrutura e construções (Infrastructure LCA)
- Análise do ciclo de vida das cidades (City LCA)

## Padronização dos procedimentos
A ACV é regulada por normas internacionais como a série ISO 14040 de Gestão ambiental.
- ISO 14040: Princípios e Estrutura
- ISO 14044: Gestão ambiental - Avaliação do ciclo de vida - Requisitos e orientações
- ISO TR 14047: Exemplos para a aplicação da ISO 14042
- ISO TS14048: Formato da apresentação de dados
- ISO TR 14049: Exemplos de aplicação da ISO 14041 para definição de objetivos e escopo e análise de inventário